# Bandana (album)
Bandana è il secondo album collaborativo tra il rapper statunitense Freddie Gibbs e il rapper e produttore hip hop connazionale Madlib, pubblicato il 28 giugno 2019.
Su AnyDecentMusic? ottiene 81/100, mentre su Metacritic 87/100, voto basato su 22 recensioni. Elogiato dalla critica all'unanimità, ha avuto un buon successo commerciale internazionalmente.
| Recensione    | Giudizio |
| ------------- | -------- |
| AllMusic      | [ 1 ]    |
| Q             | [ 3 ]    |
| NME           | [ 3 ]    |
| The A.V. Club | B+       |
| RapReviews    | [ 5 ]    |
| Rolling Stone | [ 3 ]    |
| Spin          | [ 3 ]    |
| The Guardian  | [ 3 ]    |
| Pitchfork     | [ 3 ]    |
| Exclaim!      | [ 3 ]    |

## Tracce
1. Obrigado – 0:29 (Fredrick Tipton, Otis Jackson)
2. Freestyle Shit – 2:28 (Tipton, Jackson)
3. Half Manne Half Cocaine – 3:12 (Tipton, Jackson, Frank Dukes, Dominique Di Rienzo, Denzie Beagle, Winston Riley, Wilbert Williams)
4. Crime Pays – 3:02 (Tipton, Jackson, Mary Ellen Haberman, Steve Haberman)
5. Massage Seats – 2:26 (Tipton, Jackson)
6. Palmolive (featuring Pusha T & Killer Mike) – 4:05 (Tipton, Jackson, Terrence Thornton, Michael Render, Leon Sylvers III)
7. Fake Names – 3:44 (Tipton, Jackson, L. Sylvers)
8. Flat Tummy Tea – 2:34 (Tipton, Jackson, Benjamin Lambert, Eothen Alapatt)
9. Situations – 3:48 (Tipton, Jackson)
10. Giannis (featuring Anderson. Paak) – 3:18 (Tipton, Jackson, Brandon Anderson, James Brown, Alfred James Ellis)
11. Practice – 2:54 (Tipton, Jackson, Donny Hathaway)
12. Cataracts – 3:39 (Tipton, Jackson)
13. Gat Damn – 2:50 (Tipton, Jackson)
14. Education (featuring Yasiin Bey & Black Thought) – 4:22 (Tipton, Jackson, Mos Def, Black Thought, R.D. Burman)
15. Soul Right – 3:26 (Tipton, Jackson, Malcolm Catto, Jake Ferguson, Mike Burnham)

## Classifiche
| Classifica (2019-21)      | Posizione massima |
| ------------------------- | ----------------- |
| Canada                    | 47                |
| Grecia                    | 31                |
| Stati Uniti               | 21                |
| US Top Rap Albums         | 10                |
| US Top R&B/Hip-Hop Albums | 13                |